# Expreso 1 (Metropolitano)
El servicio Expreso 1 es uno de los 15 expresos que forma parte del Metropolitano en Lima, se lo puede reconocer por el color plateado y el logo de un "EX1" en los buses troncales.
Fue el primer expreso que funciono desde el 15 de septiembre del 2010, cuando las estaciones del sur fueron entregadas en la gestión del exalcalde de Lima Luis Castañeda Lossio y empiezan a tener cobro, se creó para agilizar el servicio en horas punta, su ruta original partía desde la estación Central hasta el terminal Matellini.
En octubre del año 2010, cuando las estaciones del norte fueron entregadas, su recorrido se expandió yendo desde el terminal Naranjal a terminal Matellini. 
A través de un comunicado publicado el 25 de abril del 2016, Protransporte anuncia un nuevo expreso y la modificación del expreso 1, a partir del 2 de mayo de 2016, retomando así su ruta original, desde la estación Central hasta el terminal Matellini en Chorrillos.
El 15 de abril del 2023 junto a otros expresos comenzó a operar los sábados. El 28 de diciembre ampliaria su horario pasando a operar de 5:00 a 21:00, sin interrupciones. El 7 de enero de 2025 se anuncia que el servicio también operara los domingos.

## Horarios
| Horario de operación         | Horario de operación | Horario de operación |
| EXPRESO                      | Hacia el Sur         | Hacia el Norte       |
| ---------------------------- | -------------------- | -------------------- |
| Lunes a viernes              | 05:30 a 21:00        | 05:00 a 21:00        |
| Sábados, domingos y feriados | 06:30 a 21:00        | 06:00 a 21:00        |

## Estaciones
A continuación, todas las estaciones del Expreso 1, en algunas estaciones se pueden interconectar con diferentes regulares o expresos para una movilización de norte a sur o viceversa más rápida.
| N.º | Estación                                                       | Común con: |
| --- | -------------------------------------------------------------- | --- |
| 1   | Estación Central (Embarque 9) (interconexión con el Regular B) | Regular A · Regular B · Regular C · Regular D · Expreso 5 · Expreso 6 · Expreso 7 · Expreso 8 · Expreso 10 · Expreso 11 · Expreso 12 · Expreso 13 · Super Expreso Norte |
| 2   | Estadio Nacional (Embarque 2 sur)                              | Regular C · Expreso 12 |
| 3   | Javier Prado (Embarque 1 sur)                                  | Expreso 2 · Expreso 5 · Expreso 6 · Expreso 7 · Expreso 8 · Expreso 12                                                                                                  |
| 4   | Carnaval y Moreyra/ Andrés Reyes (Embarque 1 sur)              | Expreso 5 · Expreso 6 · Expreso 7 · Expreso 8 · Expreso 9 · Expreso 12 · Super Expreso                                                                                  |
| 5   | Angamos (Embarque 1 sur)                                       | Expreso 5 · Expreso 6 · Expreso 7 · Expreso 8 · Expreso 9 · Expreso 12 · Super Expreso                                                                                  |
| 6   | 28 de Julio (Embarque 1 sur)                                   | Expreso 2 · Super Expreso |
| 7   | Balta (Embarque 1 sur)                                         | Regular C |
| 8   | Estadio Unión (Embarque 2 sur)                                 | Regular C |
| 9   | Fernando Terán (Embarque 2 sur)                                | Regular C |
| 10  | Terminal Matellini (Cualquier Embarque Sur)                    | Regular C |

| N.º | Estación                                                               | Común con: |
| --- | ---------------------------------------------------------------------- | --- |
| 1   | Terminal Matellini (Embarque 4 norte)                                  | Regular C |
| 2   | Fernando Terán (Embarque 2 norte)                                      | Regular C |
| 3   | Estadio Unión (Embarque 2 norte)                                       | Regular C |
| 4   | Balta (Embarque 2 norte)                                               | Regular C |
| 5   | Angamos (Embarque 1 norte)                                             | Expreso 3 · Expreso 5 · Expreso 8 · Expreso 9                                                                                     |
| 6   | Carnaval y Moreyra/ Andrés Reyes (Embarque 3 norte)                    | Expreso 5 · Expreso 8 · Expreso 9 · Super Expreso                                                                                 |
| 7   | Javier Prado (Embarque 1 norte)                                        | Expreso 2 · Expreso 5 · Expreso 8 · Expreso 9                                                                                     |
| 8   | Estadio Nacional (Embarque 2 norte)                                    | Regular C |
| 9   | Estación Central (Embarque 6 o 7 sur) (interconexión con el Regular B) | Regular A · Regular B · Regular C · Regular D · Expreso 5 · Expreso 8 · Expreso 9 · Expreso 11 · Expreso 13 · Super Expreso Norte |

## Lugares recurrentes en los distritos de la trayectoria
Centro de Lima
- Real Plaza Centro Cívico (Conexión directa con la Estación Central)
- (Arriba de la Estación Central) Palacio de Justicia de la República del Perú, Paseo de los Héroes Navales
- (Arriba de la Estación Central) Sheraton Lima Historic Center (Hotel Sheraton) Av. Paseo de la República 170
- Estadio Nacional: C. José Díaz s/n
- Centro comercial Polvos Azules: Av. P. de la República 400

La Victoria
- Edificio Interbank: Av. Carlos Villarán 197
- Ajinomoto del Perú S.A.: Av. P. de la República 2455

San Isidro
- The Westin Lima Hotel & Convention Center: Calle Las Begonias 450
- Hipermercado Tottus: Calle Las Begonias 785
- Falabella San Isidro:Av. P. de la República 3220
- Ripley San Isidro:Calle Las Begonias 545
- Plaza Vea San Isidro: Av. P. de la República 3440
- Edificio Entel: Av. P. de la República 3490

Miraflores
- Centro Comercial Inka Plaza: Av. Arequipa 5031
- Parque Reducto N°2: Calle Ramón Ribeyro 490
- Tottus Express: Av. 28 de Julio 1003

Barranco
- Metro Óvalo Balta: Av. República de Panamá 174
- Parque Municipal de Barranco: Av. Pedro de Osma 102

Chorrillos
- Comando de Educación y Doctrinal del Ejército:Av. Escuela Militar 415
- Circuito Militar: Av. Escuela Militar 990
- Hospital De La Solidaridad (Antes Sisol Salud): Av. Fernando Terán 990
- Escuela Técnica del Ejercito: Av. Paseo de la República 101
- Plaza Lima Sur: Av. Paseo de la República 355